# Estancia de la Rochera
Estancia de la Rochera är en ort i Mexiko.   Den ligger i kommunen Querétaro och delstaten Querétaro Arteaga, i den centrala delen av landet, 210 km nordväst om huvudstaden Mexico City. Estancia de la Rochera ligger 2 186 meter över havet och antalet invånare är 683.
Terrängen runt Estancia de la Rochera är huvudsakligen kuperad, men åt nordost är den platt. Runt Estancia de la Rochera är det tätbefolkat, med 947 invånare per kvadratkilometer. Närmaste större samhälle är Santa Rosa Jauregui, 7,0 km sydost om Estancia de la Rochera. Omgivningarna runt Estancia de la Rochera är en mosaik av jordbruksmark och naturlig växtlighet.